# Melissa flava
Melissa flava — вид квіткових рослин із родини глухокропивових.

## Морфологічна характеристика
Стебла ≈ 250 см, на вершині запушені, біля основи голі. Ніжка листка 10–28 мм. Листова пластинка яйцювата, (20)50–70 × 10–35 мм, запушена, основа від округлої до тупої, край від грубо пилчастого до зубчасто-городчастого, верхівка загострена. Плодоніжка 3–7 мм. Чашечка синьо-пурпурна, широко дзвінчаста, ≈ 9 мм, жилки ворсинчасті, всередині голі. Віночок жовтуватий, 11 мм, зовні ворсинчастий. Незрілі горішки коричневі, ≈ 1 мм, зморшкуваті. Період цвітіння: липень і серпень.

## Середовище проживання
Зростає на південному сході Азії: Бутан, Індія, Непал, Тибет
Населяє гірські ліси; на висотах від 1800 до 2800 метрів.